# Sonora (Kentucky)
Sonora – miasto w Stanach Zjednoczonych, w stanie Kentucky, w hrabstwie Hardin.